# Konzertaufschlag
Der Konzertaufschlag  in Restaurants der DDR war ein Preisaufschlag auf den staatlich vorgegebenen Preis laut Preisstufe für künstlerische Darbietungen in Restaurants und wurde als Ausgleich für Eintrittsgelder erhoben.
Dieser Aufschlag wurde insbesondere dann erhoben, wenn die Kosten nicht laut Preisstufe enthalten waren. Der Konzertaufschlag war ein genehmigter prozentualer Aufschlag. Alternativ wurde die nächsthöhere Preisstufe für kulturelle Unterhaltung angewendet.
Auf reine Handelsware wie Schokolade oder Raucherwaren durften keine Aufschläge berechnet werden.